# Microcebus ganzhorni
Microcebus ganzhorni is een zoogdier uit de familie van de dwergmaki's (Cheirogaleidae). De wetenschappelijke naam van de soort werd voor het eerst geldig gepubliceerd door Hotaling et al. in 2016.

## Voorkomen
De soort komt alleen voor op Madagaskar, waar het alleen voorkomt in het zuidoosten van het eiland. Hier leeft het in het Mandena-woud.